# Фионин, Семён Иванович
Семён Иванович Фионин (1885 — 1952) — советский хозяйственный, государственный и политический деятель.

## Биография
Родился в 1885 году в деревне Петропавлово. Член ВКП(б).
В 1900—1952 годах — крестьянин в собственном хозяйстве, участник Первой мировой и Гражданской войн, председатель Увинского волостного исполнительного комитета, председатель колхоза «Авангард» Увинского района Удмуртской АССР, видный организатор сельскохозяйственного производства, обладатель переходящего Красного знамени Удмуртского обкома ВКП(б) и Совнаркома УАССР за развитие животноводства.
Избирался депутатом Верховного Совета СССР 2-го и 3-го созывов.
Умер в 1952 году.
Сын — Сергей Семёнович Фионин — командир орудия 6-го артиллерийского полка 74-й стрелковой дивизии 13-й армии Центрального фронта, сержант, Герой Советского Союза.